# Nommisci
Nommisci is een plaats (frazione) in de Italiaanse gemeente Amatrice.